# Geylegphug
Geylegphug (dzongkha: དགེ་ལེགས་ཕུ་) är en ort i Bhutan.   Den ligger i distriktet Sarpang, i den centrala delen av landet, 110 kilometer sydost om huvudstaden Thimphu. Geylegphug ligger 221 meter över havet och antalet invånare är 9 199.
Terrängen runt Geylegphug är varierad. Runt Geylegphug är det ganska tätbefolkat, med 96 invånare per kvadratkilometer.. Det finns inga andra samhällen i närheten.
Omgivningarna runt Geylegphug är en mosaik av jordbruksmark och naturlig växtlighet.